# اوکراتید دوم

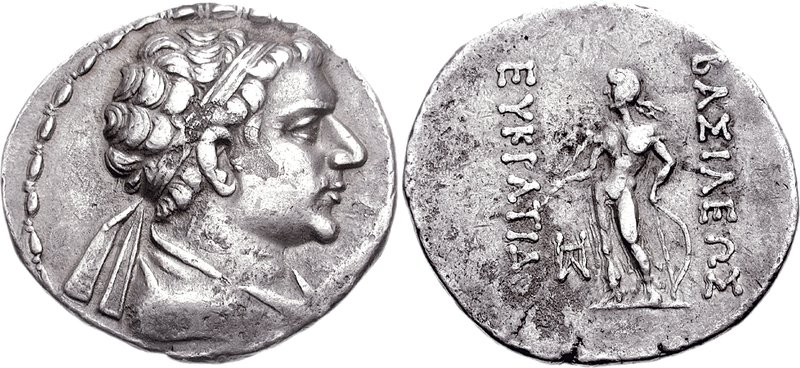
نمایی از یک‌سکهٔ ضرب‌شدهٔ پادشاه اوکراتید دوم

اوکراتید دوم (به فرانسوی: Eucratide II) پادشاه دولت یونانی باختر و جانشین اوکراتید یکم بود. می‌نماید که او پسر اوکراتید بوده‌باشد. دورهٔ پادشاهی او کوتاه بوده و با قتل او دولت یونانی باختر دچار جنگ داخلی شد. در سکه‌های پدرش نام او آمده و وی را با لقب سوتر یاد کرده‌اند. به نظر می‌رسد که او در سال‌هایی از پادشاهی پدرش در تخت و تاج با او شریک بوده‌باشد. 
واپسین پادشاه یونانی بلخ، هلی‌اکل یکم بود. او با تازش کوچ‌نشینان تخاری یا یوئه‌چی روبه‌رو شد و این حمله دودمان پادشاهان یونانی باختر را از میان برداشت.